# Chifre de chacal

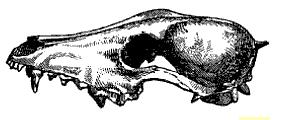
Crânio de um chacal do Sri Lanka com um chifre

O chifre de chacal é uma excrescência óssea em forma de cone que ocasionalmente pode crescer nos crânios de chacais-dourados. Está associado a poderes mágicos no sul da Ásia. Esse chifre geralmente mede meia polegada de comprimento e é oculto por pelos.
No século XIX os nativos do Sri Lanka chamavam esse chifre de narric-comboo, e tanto o povo tâmil quanto o cingalês tradicionalmente acreditam que é um amuleto potente que pode conceder desejos e reaparecer ao dono por vontade própria, quando perdido. Alguns cingaleses acreditam que o chifre pode conceder invulnerabilidade ao titular em qualquer ação judicial.
De acordo com curandeiros e feiticeiros no Nepal, um chifre de chacal pode ser usado para vencer em lutas de jogo e afastar espíritos malignos. O povo Tharu de Bardia, Nepal, acredita que os chifres de chacal são retráteis e só se projetam quando chacais uivam em coro. Um caçador que conseguir extrair o chifre o colocará em um caixão de prata de pó de vermelhão, que é pensado para dar sustento ao objeto. Os Tharu acreditam que o chifre pode conceder ao proprietário a capacidade de visão noturna.
Em algumas áreas, o chifre é chamado Seear Singhi e é usado pelas crianças como colar. Às vezes, o chifre é comercializado por pessoas de baixa casta, embora se pense que eles sejam de fato pedaços de chifres de veados vendidos aos crédulos.

Em Bengala, acredita-se que, quando colocados em um cofre, os chifres de chacal podem aumentar a quantidade de dinheiro em três vezes.